# مايومي كوغيما
مايومي كوغيما (باليابانية: 小島麻由美؛ بالكانا: こじま まゆみ) هي مغنية مؤلفة يابانية، ولدت في 30 سبتمبر 1972 في طوكيو في اليابان.

## وصلات خارجية
- الموقع الرسمي
- مايومي كوغيما على موقع IMDb (الإنجليزية)
- مايومي كوغيما على موقع ميوزك برينز (الإنجليزية)
- مايومي كوغيما على موقع ديسكوغز (الإنجليزية)